# Juliusz Edward Kleeberg
Juliusz Edward Kleeberg, poljski general, * 1890, † 1970.